# Slalomová dráha Veltrusy
Vodácký areál ve Veltrusech se využívá pro slalom na divoké vodě a rafting. Provozuje ho a trénuje na něm klub vodního slalomu TJ Kralupy a rafting zajišťuje RaftCamp Veltrusy. V areálu slalomové dráhy se také nalézá kemp, díky kterému jsou Veltrusy perfektním místem pro trénink jak slalomářů, tak raftových týmů.

## Technické informace
Umělá slalomová dráha ve Veltrusech se určitě dá považovat za jednu těžších tratí v České republice. Je tomu tak hlavně kvůli její délce a to 330m, což ji dělá nejdelší v ČR. Je sestavena z množství válců a vln a zakončena je velkým, asi metrovým skokem, pod nímž je válec. Díky její  náročnosti se na ní jezdí velké závody, jako například Český pohár, MČR dorostu, Národní kontrolní závod (NKZ) nebo třeba mezinárodní juniorské závody ECA cupy. Délka propusti činí 600 m, z toho 350 m je využito pro vlastní slalomovou dráhu. Převýšení je 3,5 m. Hloubka se pohybuje od 0,5m do 1,5m. Průtok kolísá v závislosti na vodním stavu a činnosti vodní elektrárny umístěné na druhém břehu Vltavy mezi 9 - 12 m³/s. Překážky jsou buď dřevěná vrata v ocelových rámech (obalených na nebezpečných místech pryžovým pásem), podobně zabezpečené ocelové či kameninové roury a nebo pneumatiky vylité betonem.
Zázemí a hygienaické příslušenství umělé dráhy pro slalom na divoké vodě je soustředěno do loděnice. Pokud není ve výjimečných případech předem domluveno jinak, je voda je pouštěna v době stanovené doplňkem provozního řádu a dohodnuté s provozovatelem jezu. Na závodech funguje také v rámci lodějnice malé okénko s občerstvením.

## Historie
Vlastní umělá dráha pro slalom na divoké vodě je vybudována v bývalé vorové propusti vltavského jezu Miřejovice (říční kilometr 18,0). S přestavbou se začalo v roce 1983 a během několika let byla dokončena. Od té doby probíhají v podstatě neustále drobné změny a buduje se okolní zázemí. Lodějnice byla vybodovaná v letech 1997-1998.